# Конвенция о биологическом оружии
| Подписавшие и ратифицировавшие Присоединившиеся Частично признанное государство, соблюдающее условия КБТО | Только подписавшие Неподписавшие |

Участие государств в Конвенции о биологическом оружии
Подписавшие и ратифицировавшие
Присоединившиеся
Частично признанное государство, соблюдающее условия КБТО
Только подписавшие
Неподписавшие

Конвенция о запрещении разработки, производства и накопления запасов бактериологического (биологического) и токсинного оружия и об их уничтожении (КБТО) — первый международный договор о разоружении, запрещающий производство целого класса вооружений. Её подписание явилось результатом многолетних усилий международного сообщества по созданию правовой базы, дополняющей собой Женевский протокол (1925).
КБТО была открыта для подписания 10 апреля 1972 года и вступила в силу 26 марта 1975 года, когда 22 государства передали на хранение свои документы о ратификации правительствам государств-депозитариев — СССР, США и Великобритании. В настоящее время её участниками являются 189 государства, обязавшиеся не разрабатывать, не производить и не накапливать биологическое оружие (БО). Однако отсутствие механизма проверок ограничило эффективность выполнения положений Конвенции.
(Прим.: к июню 2022 года ещё 4 государства подписали КБТО, но пока не ратифицировали).
США ратифицировали Конвенцию о запрещении биологического оружия в 1972 году, но отказались в 2001 году принимать протокол к ней, предусматривающий механизмы взаимного контроля, в результате чего на деле проверить исполнение Вашингтоном КБТО с помощью международно-правовых средств не представляется возможным.
Сфера, затрагиваемая КБТО, оговаривается в её первой статье:
- 1) микробиологические или другие биологические агенты или токсины, какого бы то ни было их происхождение или метод производства, таких видов и в таких количествах, которые не предназначены для профилактических, защитных или других мирных целей;
- 2) оружие, оборудование или средства доставки, предназначенные для использования таких агентов или токсинов во враждебных целях или в вооруженных конфликтах.[1]

## Основные положения Конвенции
Государства-участники обязуются:
- Статья I: ни при каких обстоятельствах не разрабатывать, не производить, не приобретать и не накапливать биологическое оружие.
- Статья II: уничтожить или переключить на мирные цели всё, что с связано с биологическим оружием.
- Статья III: не передавать, не помогать никоим образом, не поощрять и не понуждать кого бы то ни было к приобретению и накоплению БО.
- Статья IV: принимать необходимые изменения в своё законодательство.
- Статья V: консультироваться друг с другом с целью разрешать все вопросы, касающиеся выполнения положений КБТО.
- Статья VI: сотрудничать в проведении любых расследований, касающихся жалоб других участников КБТО, поданных в Совет Безопасности ООН.
- Статья VII: оказывать помощь государствам, которые могут подвергнуться опасности в результате нарушения Конвенции.
- Статья VIII: выполнять всё вышеперечисленное с целью мирного использования научных разработок в области бактериологии.

## Участие
Участниками КБТО (по состоянию на май 2025) являются 189 государства (в том числе 2 страны-наблюдателя ООН —  Ватикан и  Палестина), кроме того,  Китайская Республика неофициально соблюдает её положения (как бывший её участник — член ООН до 1971 года). При этом 4 государства подписали, но на данный момент ещё не ратифицировали Конвенцию:
 Гаити
 Египет
 Сирия
 Сомали
8 государств не подписали Конвенцию ( Джибути
 Израиль
 Коморы
 Тувалу
 Федеративные Штаты Микронезии
 Чад
 Эритрея
 Южный Судан).
Некоторые страны сделали оговорки, выразив своё неудовлетворение положением о том, что допускается накопление биологических агентов и токсинов для профилактических и других мирных целей. Также они заявили, что подписание ими КБТО не означает признание других участников, которых они не признают.

## Конференции
В 90-е годы начался процесс по созданию механизма проверок. До этого, на второй Обзорной Конференции в 1986 году страны-участницы договорились ежегодно докладывать о мерах по укреплению доверия к ООН. На следующей Обзорной Конференции 1991 года была создана группа правительственных экспертов (VEREX). С 1995 по 2001 год проходили переговоры, направленные на составление Протокола к КБТО о проверках.
На конференциях затрагивались следующие вопросы:
- 2003: Государственные механизмы по обеспечению безопасности и надзора за патогенными микроорганизмами и токсинами.
- 2004: Укрепление международного потенциала для реагирования, расследования и смягчения последствий случаев предполагаемого применения биологического или токсинного оружия либо подозрительных вспышек инфекционных заболеваний.
- 2004: Расширение полномочий международных учреждений целью выявления и реагирования на случаи вспышек инфекционных заболеваний (включая болезни, поражающие растения и животных).
- 2005: Кодексы поведения для учёных.
- 2006: Принятие заключительной Декларации, намечены дальнейшие пути укрепления КБТО.

Следующая Конференция была запланирована на 2011 год.